# Pagliate
Pagliate è una frazione di 43 abitanti del comune di Novara. Situata nelle campagne a sud della città, a poca distanza dall'abitato di Lumellogno, forma con esso e le altre frazioni di Gionzana e Casalgiate la circoscrizione comunale Lumellogno.
Il paese si sviluppa accanto alla tenuta di Pagliate Nord, di proprietà dei baroni Andreis Degregorio, che ancora oggi la abitano, e adibita alla coltivazione delle risaie circostanti.

## Storia

### Evo antico
La località è situata in un territorio abitato fin dalla tarda età del bronzo e poi del ferro (cultura di Golasecca), come attestano i ritrovamenti archeologici di frammenti ceramici nel cosiddetto Campo della Madonna conservati al Museo di antichità di Torino. La presenza romana è documentata da una necropoli di epoca imperiale (databile fra il I secolo a.C. e il I secolo d.C.) rinvenuta nel 1972 fra Lumellogno e Pagliate e i cui reperti (ceramica, anfore, lucerne, monete ecc.) sono depositati presso le raccolte dei Musei civici di Novara.

### Medioevo
In epoca alto medievale compaiono poi le prime testimonianze scritte, a partire da un documento dell'840 con cui il vescovo sant'Adalgiso donava ai canonici di Santa Maria di Novara le terre di alcune pievi, fra cui Numenonium (Lumellogno) con Paliate, e le relative decime. Una donazione analoga, almeno per certi aspetti, avvenne all'inizio del X secolo da parte del vescovo Dagiberto, mentre in un contratto del dicembre 982 compare l'indicazione di un confine segnato da una via da Paliate Da ultimo, fra le copiose donazioni di beni elargiti nel 985 dal vescovo Aupaldo ai canonici di Santa Maria di Novara, figura anche la chiesa di San Pietro di Pagliate («omnia dotalia basilicae Sancti Petri loci Palliate cum appendiciis»).
Nella prima metà del secolo successivo una serie di contratti di compravendita, conservati nella Biblioteca della Società storica subalpina e relativi all'importante patrimonio fondiario posseduto dalla famiglia Restonni o Restoni «in loco et fundo Paliade» o «in vico Paliate», ne seguono le vicende per oltre un trentennio dal 1016 al 1049, confermandovi nel contempo l'esistenza di un insediamento abitativo insieme con le sue vigne, prati, pascoli e terreni coltivati. Nel XII secolo è la famiglia novarese dei Gorrici a detenere il dominatus (signoria) sugli abitanti (rustici) di Pagliate, come attesta una controversia di natura giurisdizionale del 1149 fra i canonici di Santa Maria e i "signori" Alberto e Ardizzo Gorrici.
Al 5 gennaio 1237 risale l'istituzione del libero comune di Lumellogno, di cui Pagliate era parte integrante, che successivamente passò sotto il dominio dei Visconti (1361) e degli Sforza (1450). Dopo la morte del duca Francesco Sforza, il 13 ottobre 1466 i canonici del Duomo di Novara acquistarono dalla sua vedova Bianca Maria Visconti il feudo di Lumellogno e Pagliate, subaffittandolo poi a Bartolomeo Bordello. All'epoca Pagliate dava nome a una "baraggia".

### Evo moderno
Seguirono quindi le alterne occupazioni di francesi, milanesi, spagnoli e savoiardi finché il 1734 (durante la guerra di successione polacca e con un battaglione di francesi acquartierato proprio a Pagliate) segnò il passaggio definitivo del Novarese al Regno di Sardegna. Nella seconda metà del Settecento, in seguito alla revisione demaniale voluta dal cosiddetto "Editto di riunione" di Vittorio Amedeo II di Savoia, il feudo di Lumellogno con Pagliate fu appannaggio del conte Luigi Maria Zellini.
Nel 1800 la Tenuta di Pagliate e tutte le risaie vennero acquistate dal cavaliere Agostino Molino, deputato del Regno di Sardegna originario di Mollia, dal marchese Tornielli.
Sotto la dominazione napoleonica, l'11 marzo 1808 cessò l'indipendenza amministrativa di Lumellogno con Pagliate che, come gli altri piccoli comuni limitrofi, fu unito a Novara, anche se inizialmente il piccolo borgo di Pagliate fu aggregato al comune di Granozzo con Monticello.

### Evo contemporaneo
Dopo il ritorno in Piemonte dei Savoia con la Restaurazione, l'unione al capoluogo fu confermata nel 1818 da Vittorio Emanuele I su richiesta di Novara e nonostante l'opposizione e le proteste degli abitanti dei due centri minori. Nel 1849, durante la prima guerra d'indipendenza, Pagliate subì il saccheggio di case e cantine da parte delle truppe austriache che vi diffusero anche un'epidemia di vaiolo. L'occupazione si ripeté dieci anni dopo con la seconda guerra d'indipendenza, ma questa volta gli austriaci furono sostituiti rapidamente dai franco-piemontesi dei generali Enrico Cialdini ed Élie Frédéric Forey.
La documentazione archivistica di quegli anni e dei successivi fino all'inizio del Novecento è generalmente riferita all'utilizzo o alla creazione di piccole canalizzazioni a scopo irriguo, particolarmente necessarie per la coltivazione del riso, a partire dal cavo di Trevi o cavo di Pagliate e dalla roggia Biraghetta, che si cava dalla roggia Biraga nel territorio di Pagliate, espropriata con regio decreto (n. 4288 del 5 marzo 1868) per una migliore distribuzione delle acque del canale Cavour.
Oggi la Tenuta di Pagliate è di proprietà dei baroni Andreis Degregorio, eredi del cavaliere Agostino Molino.

## Punti di interesse

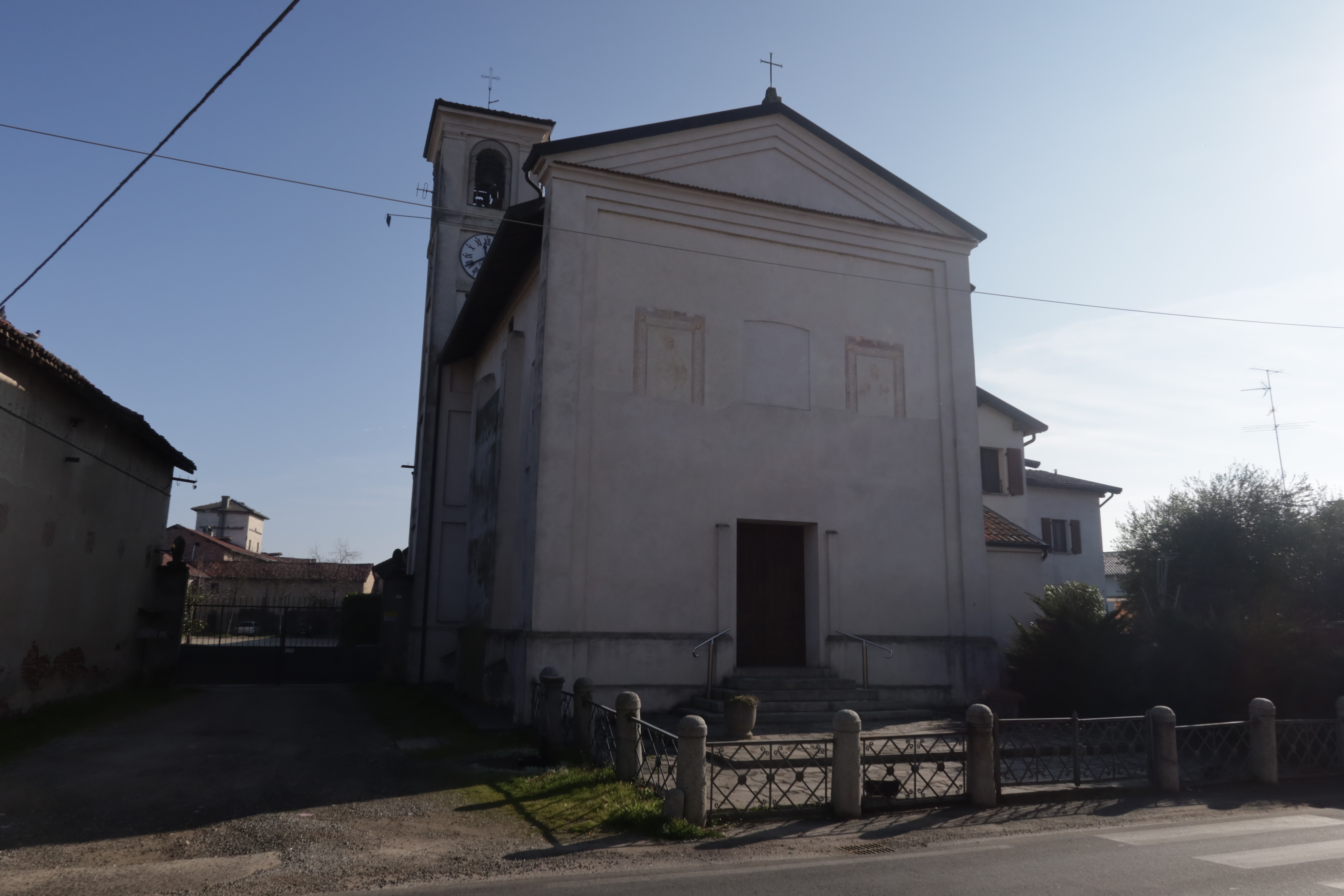
Chiesa dei Santi Pietro e Paolo

Nel centro della frazione si trova la chiesa dei Santi Pietro e Paolo, considerata il santuario del ciclismo piemontese, dove sono custodite in miniatura tutte le maglie sociali delle società ciclistiche piemontesi, oltre che cimeli e fotografie dei soci deceduti.